# Liberdade de reunião
A Liberdade de reunião é a liberdade ou direito que as pessoas têm de se reunir em grupos, encontros, clubes, manifestações, desfiles, comícios ou qualquer outra organização que desejem. É considerado um direito fundamental nos regimes democráticos, onde os cidadãos podem formar ou filiar-se em partidos políticos ou sindicatos sem restrições governamentais. 
Em sistemas legais sem liberdade de reunião, certos partidos políticos e outros grupos podem ser banidos com medidas severas para os seus membros. Nestes países, as manifestações contra o governo também são banidas.

## Portugal
Em Portugal, o direito de reunião está consagrado na Constituição da República Portuguesa no seu artigo 45º. Este artigo garante aos cidadãos portugueses o direito de se reunirem pacificamente (não podem reunir-se armados) não necessitando para tal de autorização.
O direito à manifestação também está previsto na Constituição de Portugal. É regulado pelo Decreto-Lei n.º 406/74 de 29 de Agosto. As manifestações careciam de comunicação prévia ao Governo Civil(exceto no caso de Lisboa e Porto), mas a partir da extinção destes é ao presidente da Câmara Municipal que é devida essa comunicação. No entanto, as manifestações podem ser proibidas se se considerar, com base em elementos comprováveis, que são contrárias à lei, à moral, à ordem pública e aos direitos das pessoas coletivas e singulares.

## Brasil
No Brasil o direito de reunião está assegurado no inciso XVI, art. 5 da Constituição da República Federativa do Brasil. Assim, o legislador constituinte o elencou como direito fundamental. Ao dispor sobre esse direito o texto Constitucional exige que a reunião seja pacífica, sem armas e comunicado ao Poder Público antes de ocorrer o evento. Contudo, o texto constitucional não define o lapso temporal entre o aviso e o evento nem mesmo qual seria a autoridade pública competente para receber o comunicado. Assim, alguns entes já possuem regulamentação própria acerca do dispositivo.